# Psammogobius
 Psammogobius é um género de peixe da família Gobiidae e da ordem Perciformes.

## Espécies
- Psammogobius biocellatus (Valenciennes, 1837)
- Psammogobius knysnaensis (Smith, 1935)[3][4][5][6][7][8][9]